# Mäster Anders

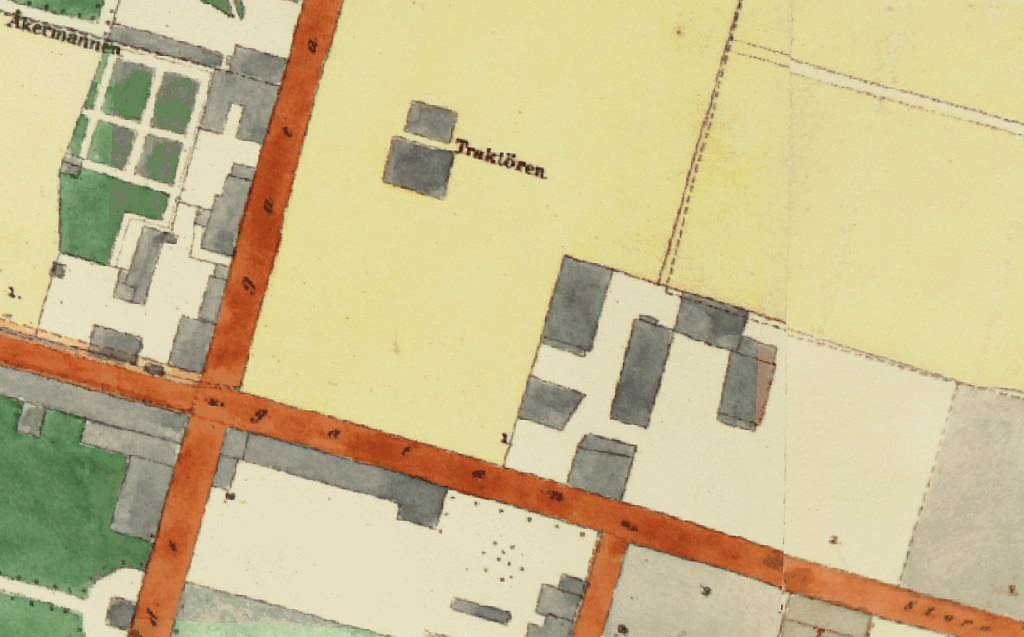
Den grupp hus som syns på östra sidan av Trädgårdsgatan i kvarteret Traktören är värdshuset Mäster Anders, 1863.

Mäster Anders är en restaurang med rötter i ett värdshus som startades 1692 av gårkocken Anders Månsson Holm vid Kungsholmsgatan 6 (nuvarande 16) på  Kungsholmen i Stockholm. Nuvarande Mäster Anders har sina lokaler sedan 1905 i hörnet Pipersgatan 1 / Hantverkargatan 16.

## Historia

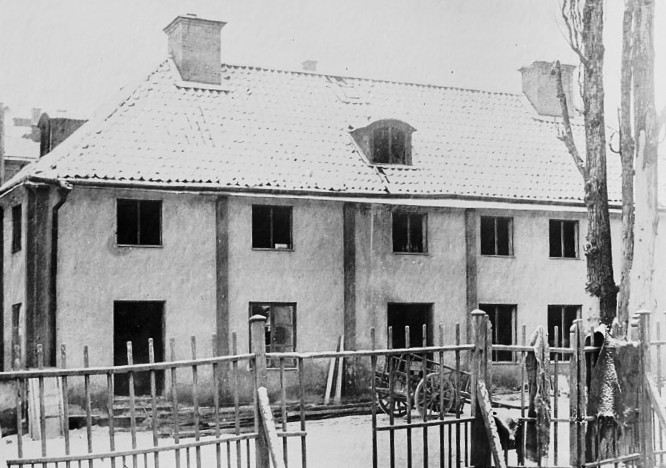
Mäster Anders kort före rivning, 1890-tal.

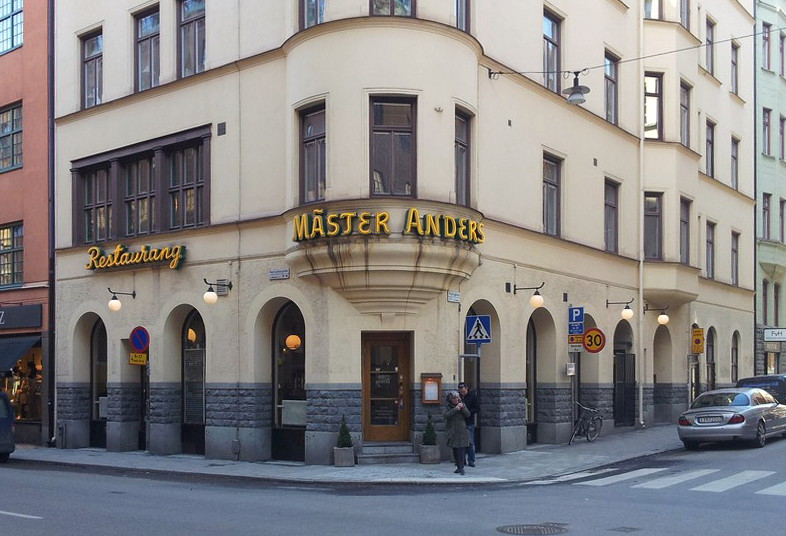
Nya Mäster Anders, Pipersgatan, 2012.

Månsson Holm hade tidigare varit kock åt Nils Gyldenstolpe och drev sedan värdshuset Mäster Anders i kvarteret Traktören på Kungsholmen fram till sin död 1715. Han var en av stadens mästertraktörer och kvartersnamnet Traktören går troligen tillbaka på honom. Traktören var ett tidigare namn för dagens kvarter Härolden och Drabanten och användes fortfarande på 1860-talet. Under en period på 1700-talet hette värdshuset Kongsholmskällaren.
Efter Månsson Holms död 1715 drevs krogen först av hans änka, och därefter av hans döttrar, av vilken den sista inte avled förrän 1797. Det var en populär nöjeslokal under 1700-talet och besjöngs av Carl Michael Bellman.
Krogen togs därefter över av en brorson, och drevs efter hans död 1813 av hans änka till 1832. Årstafrun besökte ofta krogen under denna tid och uppger att man då även bjöds på en slags varietéföreställningar. Denna krogrörelse upphörde inte förrän 1856, varefter den gjordes om till ett café; mellan 1856 och 1893 drev Gustawa Andersson ett café i lokalen. På slutet av 1800-talet revs bebyggelsen och ett nytt bostadshus uppfördes.

## Nya Mäster Anders
Verksamheten lever sedan 1905 vidare i en restaurang med samma namn på Pipersgatan 1 / Hantverkargatan 16 i kvarteret Vindruvan. Nya Mäster Anders belönades år 2003 med Dagens Nyheters årliga pris Gulddraken i kategorin mellanklassen.